# 844 Leontina
844 Leontina је астероид са средњом удаљеношћу од Сунца која износи 3,203 астрономских јединица (АЈ). 
Апсолутна магнитуда астероида је 9,4 а геометријски албедо 0,055.